# トビアスと天使のいる風景 (ローザ)
『トビアスと天使のいる風景』（トビアスとてんしのいるふうけい、仏: Paysage avec Tobie et l’ange、英: Landscape with Tobias and the Angel）は、イタリア・バロック期の画家サルヴァトール・ローザが1670年ごろ、キャンバス上に油彩で制作した風景画である。『旧約聖書』の「トビト記」に記述されるトビアスと大天使ラファエルをティグリス川の魚とともに描いており、歴史画となっている。絵画は現在、フランスのストラスブール美術館に所蔵されている。目録番号は182である。

## 作品
「トビト記」 (第11章10-14節) によれば、ニネヴェに住むトビトは情け深い善行の人であった。しかし、ある日、眠っていた時、スズメの糞が目に落ちて失明してしまう。絶望したトビトは死を願うようになった。その後、トビトは息子のトビアスにメディア王国で貸したお金があるので、取りに行くようにいう。その旅には、人間に扮した大天使ラファエルが付き添った。ラファエルはトビアスが川で大きな魚に襲われると、その魚を捕え、心臓、肝臓、胆のうを取っておくように告げる。故郷に帰ったトビアスは父トビトの目に胆のうを塗り、彼の目を治癒した。
この絵画は、ローザが1662年にヴェネツィアに旅行した後、ローマで描かれた。トビアスと大天使ラファエルの主題を扱った、次第に小型化する一連の作品中、最初のものである。3点の複製 (1点はロンドン・ナショナル・ギャラリーに、1点は米国コネチカット州のワズワース・アテネウム美術館に所蔵されている) が現存している本作は、18世紀以来、その表現力と描写の見事さのために高く評価されてきた。作品は、当時のストラスブール美術館館長であったヴィルヘルム・フォン・ボーデがロンドンで購入したものである。来歴は1777年にまでさかのぼることができ、同年にロアン＝シャボ家 (House of Rohan-Chabot) のルイ＝アントワーヌ・ド・ロアン＝シャボ）がパリの競売で購入している。
描かれている風景は空想上のものであるが、おそらく画家ローザの故郷であるナポリ地方のフレグレイ平野に触発されている。しかし、ソラッテ山のティベール渓谷の風景であると解釈する美術史家もいる。